# جسی لاکونا
جسی لاکونا (به انگلیسی: Jessie Lacuna) (زادهٔ ۲۳ دسامبر ۱۹۹۳) شناگر اهل فیلیپین است.